# Paul-Émile Naggiar
Paul-Émile Naggiar (* 3. Mai 1883; † 28. August 1961) war ein französischer Diplomat.

## Leben
Von 1921 bis 1931 war Paul-Émile Naggiar Generalkonsul in Ottawa. Sein Vorgänger Henri Ponsot, der das Amt seit dem 3. Juli 1918 bekleidet hatte, war zum Leiter des Innenministeriums der Kolonialverwaltung in Tunesien befördert worden.
Von 1933 bis zum 5. Juni 1935 war Naggiar Gesandter in Belgrad. Das Kabinett Hitler unterstützte, wie die Regierung Benito Mussolini, die faschistische, kroatische Bewegung Ustascha. Am 9. Oktober 1934 begleitete Naggiar König Alexander I. von Jugoslawien auf seiner Reise nach Marseille.
Vom 5. Juni 1935 bis 26. März 1936 war Naggiar Gesandter in Prag und von 1937 bis 1938 Gesandter in Shanghai. Vom 6. Februar 1939 bis 1940 war er Gesandter in Moskau. Vom 18. Mai bis 3. Juni 1943 leitete er die französische Delegation bei der FAO-Konferenz in Hot Springs, Virginia.
Paul-Émile Naggiar war Mitglied der französischen Delegation an der Generalversammlung der Vereinten Nationen
und Vertreter der 1946 in Washington D.C. gegründeten Fernostkommission.
| Vorgänger                    | Amt                                                            | Nachfolger                |
| ---------------------------- | -------------------------------------------------------------- | ------------------------- |
| Louis Frédéric Clément-Simon | Französischer Gesandter in Belgrad 1933 bis 5. Juni 1935       | Robert de Dampierre       |
| François Charles-Roux        | Französischer Gesandter in Prag 5. Juni 1935 bis 26. März 1936 | Léopold Victor de Lacroix |
| Henri Hoppenot               | Französischer Botschafter in Peking 1937 bis 1938              | Henri Cosme               |
| Robert Coulondre             | Französischer Botschafter in Moskau 6. Februar 1939 bis 1940   | Eirik Labonne             |